# Maud (fartyg)

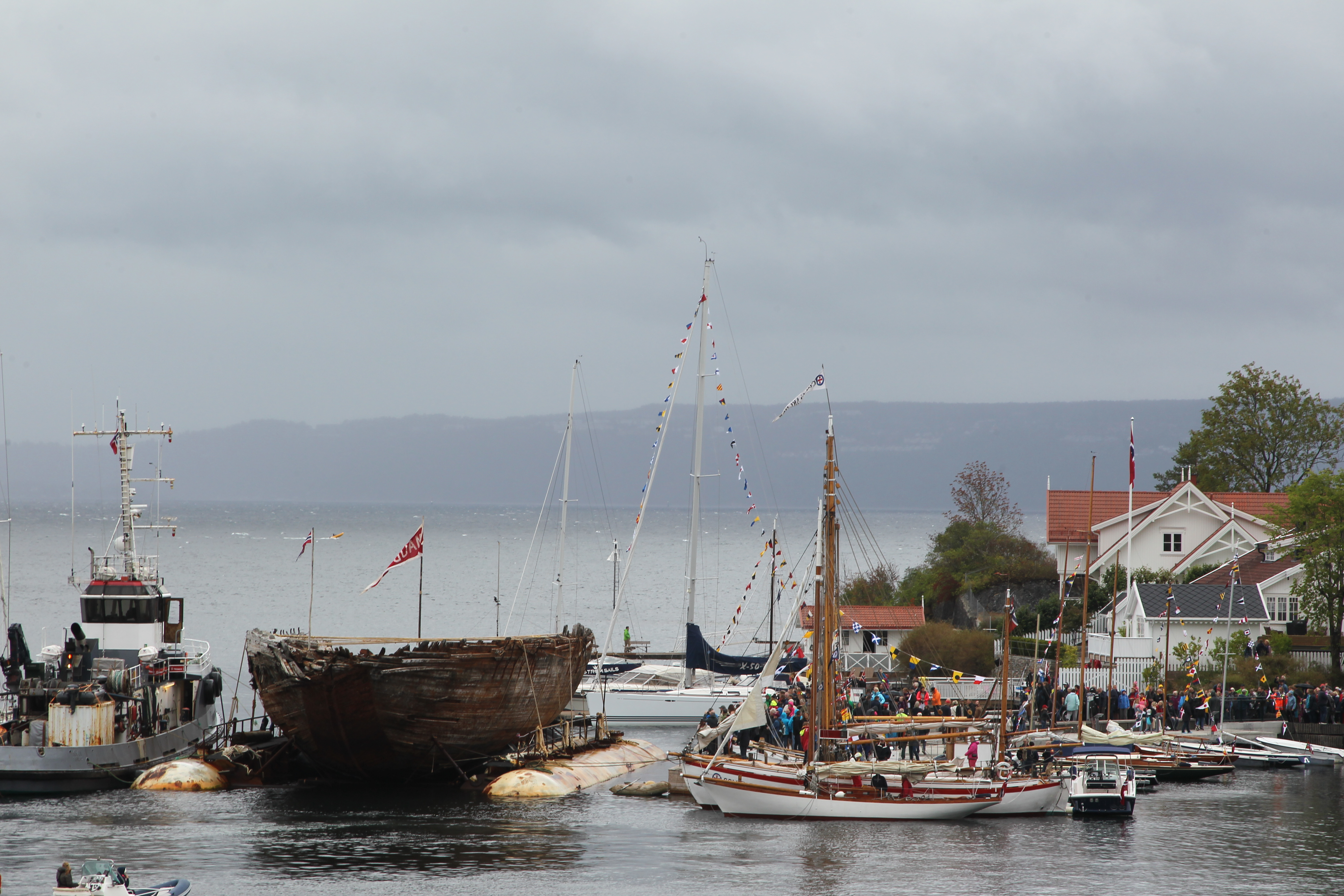
Maud i Vollen den 18 augusti 2018

Maud, namngivet efter drottning Maud av Norge, var ett fartyg som byggdes för Roald Amundsen till hans andra Arktisexpedition. Det byggdes i Vollen i Askers kommun och anpassades för att genomföra en tänkt seglats genom Nordostpassagen.
Maud sjösattes den 16 eller den 17 juni 1916. Efter att ha seglat genom Nordostpassagen, vilket inte gick som planerat och som tog sex år mellan 1918 och 1924, hamnade hon till slut i Nome i Alaska, varefter hon såldes för Amundsens kreditorers räkning i Seattle i USA till Hudson's Bay Company. Detta företag döpte om henne till Baymaud och använde henne för att furnera bolagets handelsstationer i norra Kanada. Vintern 1926 blev hon infrusen vid Cambridge Bay och sjönk nära stranden 1930. 
År 1990 köptes vraket av Askers kommun. År 2011 lanserade Tandberg Eiendom AS ett projekt att ta Maud till Norge och uppföra ett museum i Vollen i Askers kommun. Sommaren 2015 inleddes projektet i Cambridge Bay och sommaren 2016 lyftes vraket och sattes på en pråm. I augusti 2017 bogserades ekipaget till Grönland och sommaren 2018 till Norge, med ankomst till Vollen den 18 augusti.

## Bildgalleri

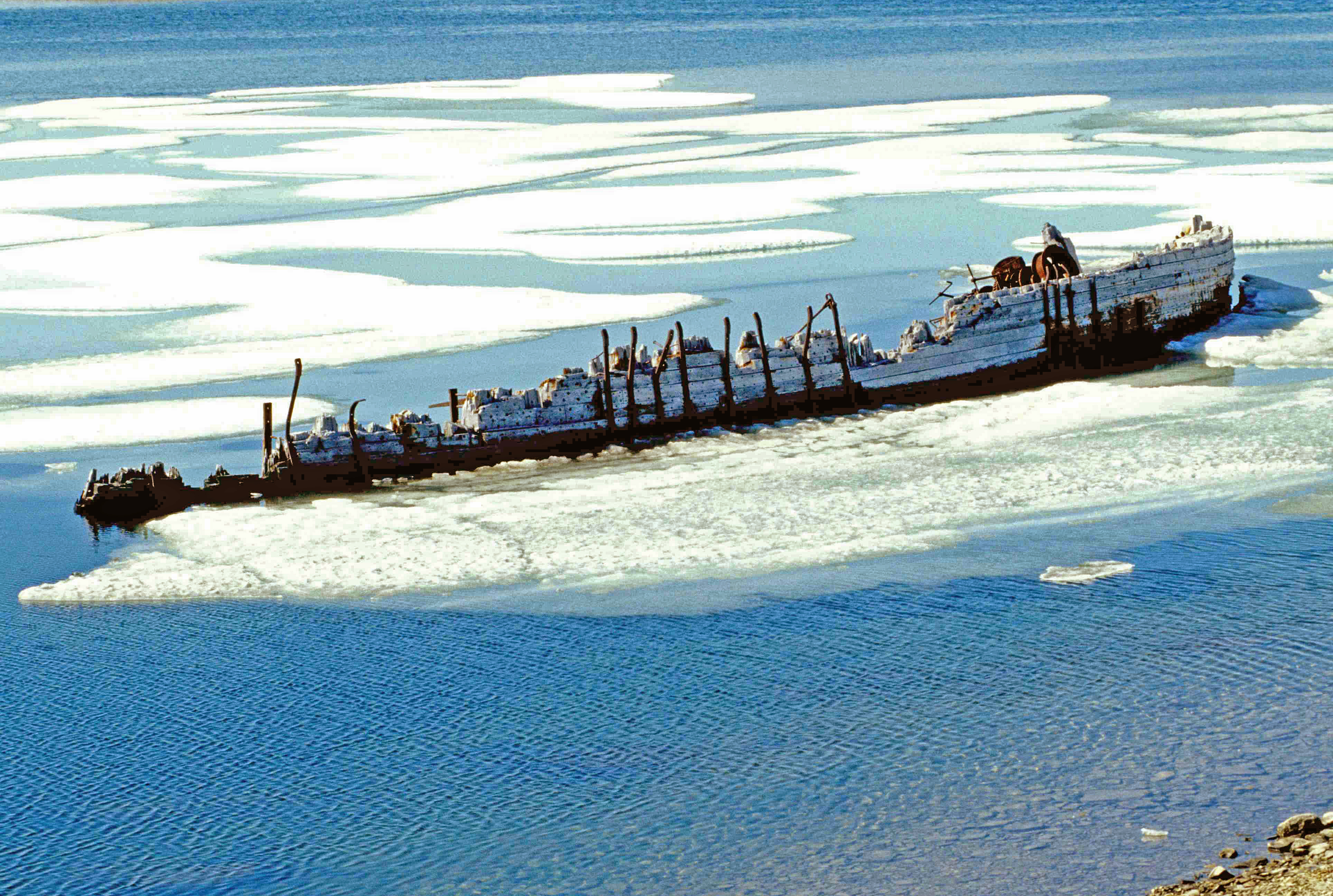
Vraket av Maud vid Victoria Island nära Cambridge Bay, 1998 (69°07′08″N 105°01′12″V / 69.11889°N 105.02000°V)
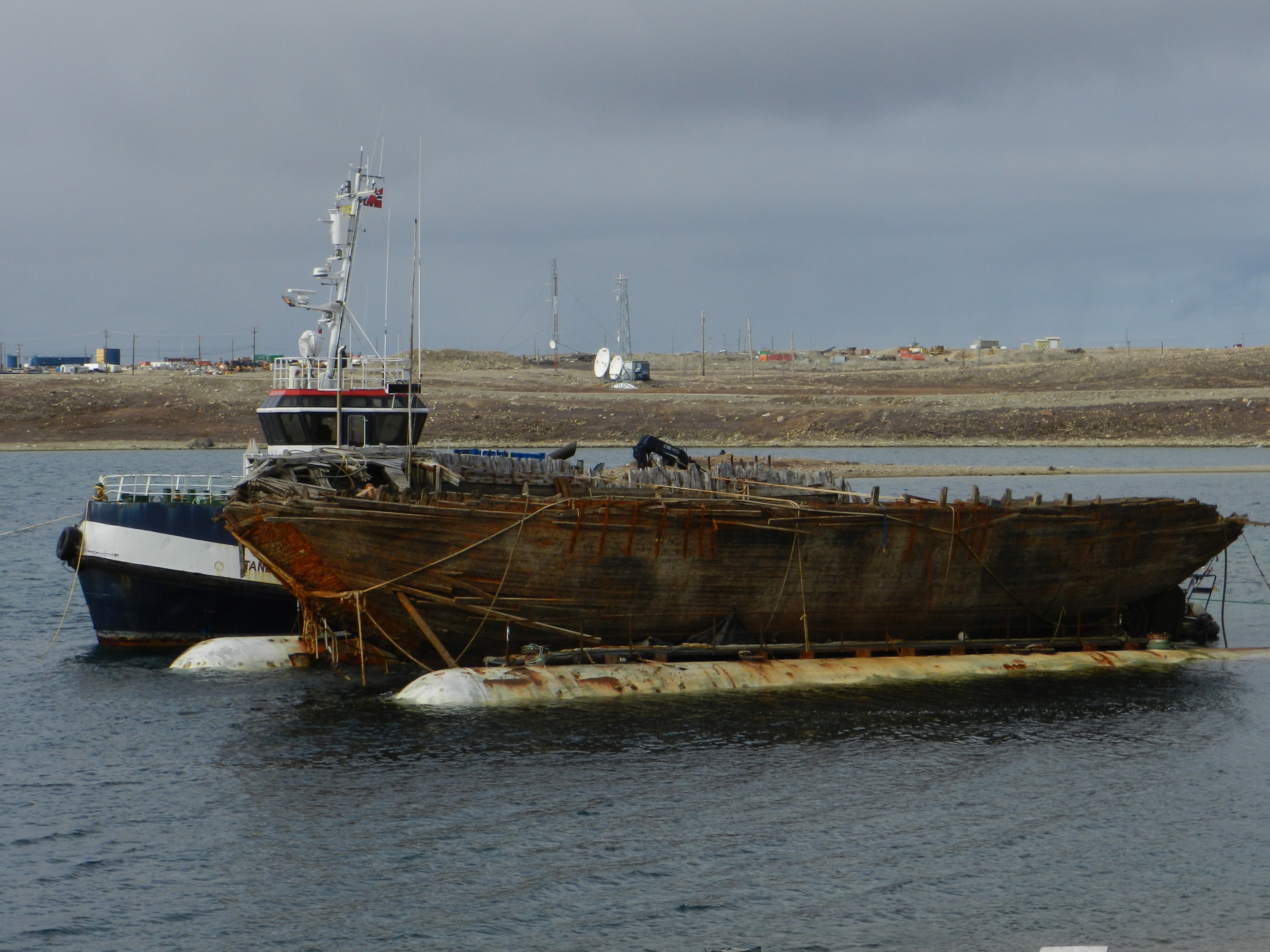
Maud vid vattenytan 2016
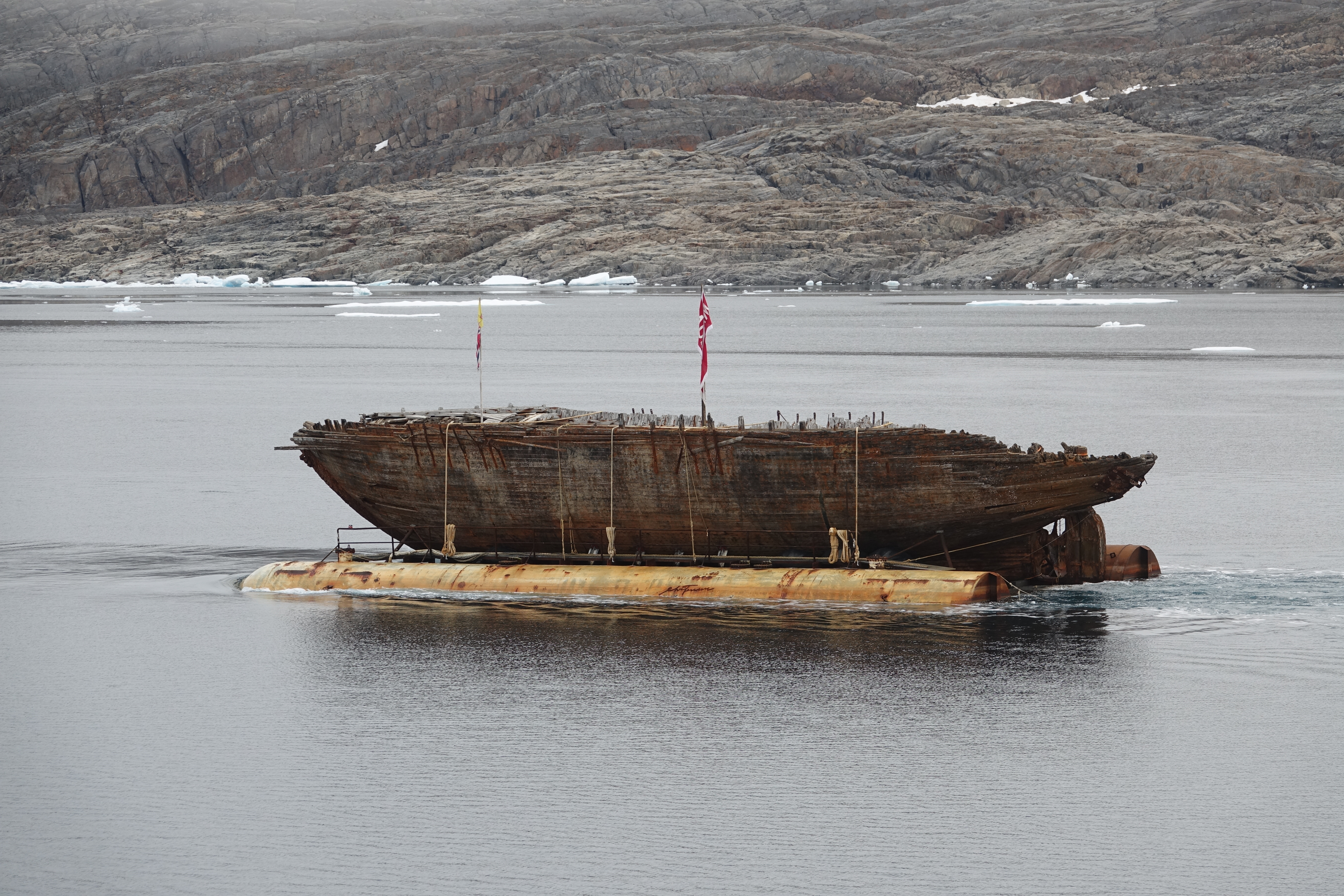
Maud bogserad genom Bellot Strait mot Grönland tidigt i september 2017.
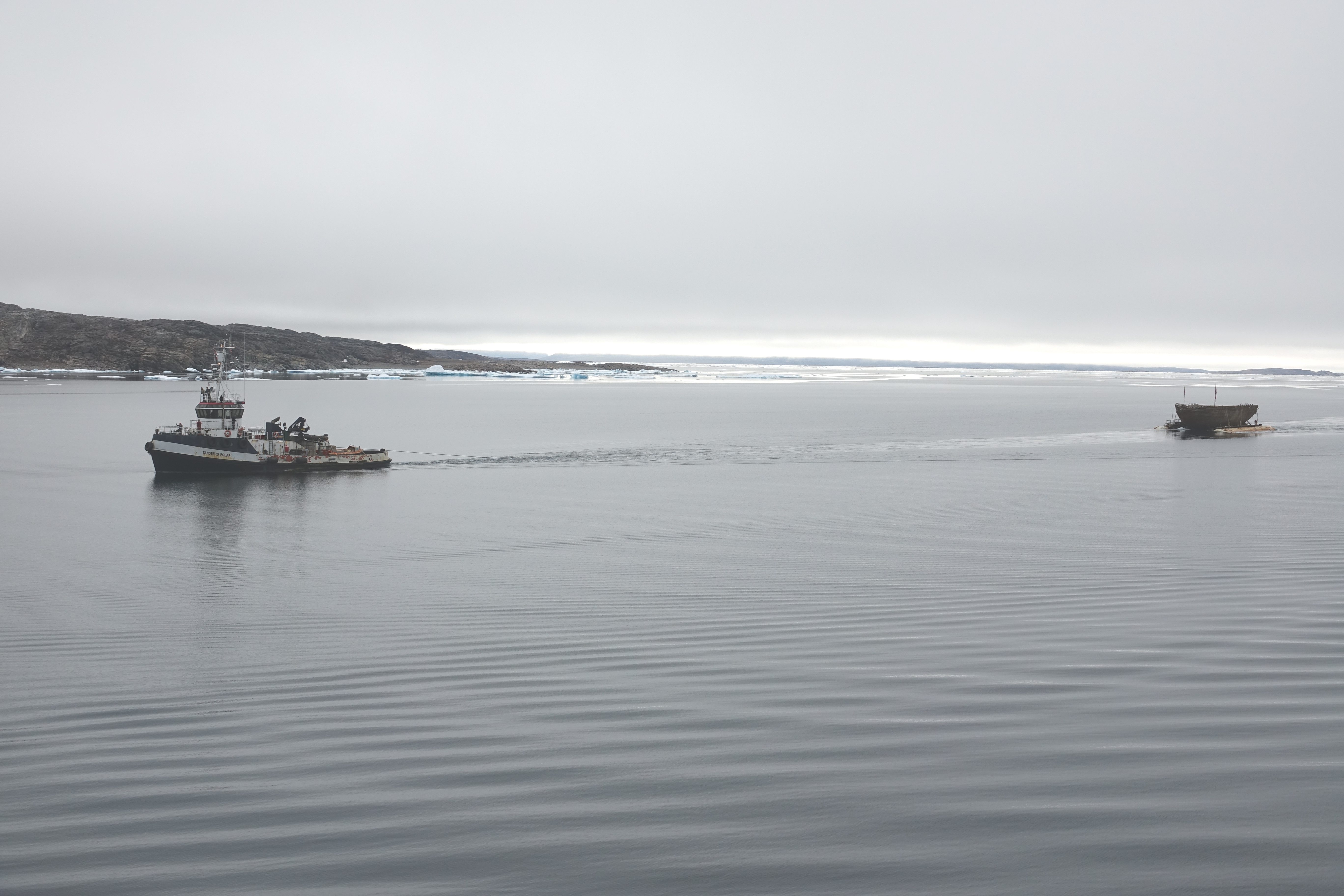
Tandberg Polar bogserande Maud genom Bellot Strait